# Koszalin (gmina wiejska)
Koszalin – dawna gmina wiejska istniejąca w latach 1946–1954 w woj. szczecińskim i koszalińskim (dzisiejsze woj. zachodniopomorskie). Siedzibą władz gminy był Koszalin, który stanowił odrębną gminę miejską.
Gmina Koszalin powstała po II wojnie światowej na terenie tzw. Ziem Odzyskanych (tzw. III okręg administracyjny – Pomorze Zachodnie). 28 czerwca 1946 gmina – jako jednostka administracyjna powiatu koszalińskiego – weszła w skład nowo utworzonego woj. szczecińskiego. 6 lipca 1950 gmina wraz z całym powiatem koszalińskim weszła w skład nowo utworzonego woj. koszalińskiego.
Według stanu z 1 lipca 1952 gmina składała się z 16 gromad: Chełmoniewo, Czarne, Dobiesławiec, Dzierzęcino, Jamno, Kretomino, Łabusz, Mielno, Mścice, Niekłonice, Nowe Bielice, Rokosowo, Skwierzynka, Stare Bielice, Strzeżenice i Unieście. 4 lutego 1954 część obszaru gminy Koszalin (Rokosowo) przyłączono do Koszalina.
Gmina została zniesiona 29 września 1954 wraz z reformą wprowadzającą gromady w miejsce gmin, Jednostki nie przywrócono 1 stycznia 1973 wraz z kolejną reformą reaktywującą gminy.